# 安藤玉恵
安藤 玉恵（あんどう たまえ、1976年8月8日 - ）は、日本の女優。東京都荒川区西尾久出身。本名、谷野 玉恵（たにの たまえ）、旧姓安藤。マッシュ所属。

## 来歴
荒川区西尾久にあるとんかつ店「どん平」の娘として生まれる。荒川区立尾久宮前小学校、荒川区立尾久八幡中学校、日本大学第二高等学校卒業。外交官に憧れ、上智大学外国語学部ロシア語学科に進学するも中退。早稲田大学第二文学部卒業。早大在学中は演劇サークル「早稲田大学演劇倶楽部」にて活動。
大学卒業後、三浦大輔の劇団「ポツドール」に所属し、看板女優として活躍。舞台を見た廣木隆一監督に声をかけられ、2003年、『ヴァイブレータ』で映画デビューし、以後多数の映画に出演。2004年には舞台『激情』で日本インターネット演劇大賞最優秀女優賞を受賞。2007年にポツドールを退団。2013年、映画『夢売るふたり』（2012年公開）での演技により第27回高崎映画祭最優秀助演女優賞を受賞。

## 受賞歴
- 2004年 日本インターネット演劇大賞最優秀女優賞（舞台『激情』）
- 2013年 第27回高崎映画祭 最優秀助演女優賞（映画『夢売るふたり』）

## 出演

### 映画
- ヴァイブレータ（2003年、ステューディオスリー / シネカノン）
- ガールフレンド（2004年）
- 紀子の食卓（2005年、アルゴ・ピクチャーズ） - 「決壊ダム」 役
- ストロベリーショートケイクス（2006年、アップリンク / コムストック）
- 気球クラブ、その後（2006年、エム・エフボックス）
- 松ヶ根乱射事件（2006年、ビターズ・エンド） - 国吉春子 役
- ゆれる（2006年、シネカノン）
- 神童（2006年、ビターズ・エンド） - 三島キク子 役
- 東京タワー 〜オカンとボクと、時々、オトン〜（2007年、松竹） - 風俗嬢A 役
- 赤い文化住宅の初子（2007年、スローラーナー）
- ぼくたちと駐在さんの700日戦争（2008年、ギャガ・コミュニケーションズ） - 孝昭の姉 役
- 百万円と苦虫女（2008年、日活） - 黒澤広美 役
- ぐるりのこと。（2008年、ビターズ・エンド） - 吉田雅子 役
- 全然大丈夫（2008年、スタイルジャム）
- 余命1ヶ月の花嫁（2009年、東宝）
- ディア・ドクター（2009年、エンジンフィルム / アスミック・エース）
- ニセ札（2009年、ビターズ・エンド）
- 僕らは歩く、ただそれだけ（2009年動画公開 / 劇場未公開作品） - みゆきの元恋人の妻 役
- すべては海になる（2010年、東京テアトル） - 子連れの母 役
- ソラニン（2010年、アスミック・エース）
- ゴールデンスランバー（2010年、東宝） - 岩崎美千代 役
- かずら（2010年、クロックワークス）
- 孤高のメス（2010年、東映） - 丘香織 役
- 雷桜（2010年、東宝）
- 毎日かあさん（2011年、松竹） - 米田 役
- ワラライフ!!（2011年、ファントム・フィルム） - 幼稚園の先生 役
- 八日目の蝉（2011年、松竹）
- 東京公園（2011年、ショウゲート）
- 探偵はBARにいる（2011年、東映） - 峰子 役
- 探偵はBARにいる2 ススキノ大交差点（2013年、東映） - 峰子 役
- 夢売るふたり（2012年、アスミック・エース） - 太田紀代 役
- みなさん、さようなら（2013年、ファントム・フィルム） - 横田先生 役
- だいじょうぶ3組（2013年、東宝） - 青柳秀子 役
- 陽だまりの彼女（2013年、東宝 / アスミック・エース） - 平岩（妻） 役
- マダム・マーマレードの異常な謎（テレビ東京） - 佐智子の母 役 
  - 出題編（2013年10月25日公開）
- 私の男（2014年6月14日、日活） - 小町の先輩 役
- 深夜食堂（2015年1月31日、東映） - マリリン 役[7]
- good-bye（2015年、羽生敏博監督） ※主演
- ソロモンの偽証 前篇・事件 / 後篇・裁判（2015年3月7日・4月11日、松竹） - 高木学年主任 役
- ピース オブ ケイク（2015年9月5日、ショウゲート） - 黒沢年子 役
- 恋人たち（2015年11月14日）[8] - 吉田晴美 役
- 僕だけがいない街（2016年3月19日） - 雛月明美 役
- オーバー・フェンス（2016年9月17日）
- 過激派オペラ（2016年） - 不動産屋の職員 役
- バースデーカード（2016年10月22日、東映）[9]
- 続・深夜食堂（2016年11月5日、東映） - マリリン 役
- チア☆ダン〜女子高生がチアダンスで全米制覇しちゃったホントの話〜（2017年3月、東宝） - 多恵子の母 役
- 彼女の人生は間違いじゃない (2017年7月15日、ギャガ)
- 狂い華「優しい日常」（2017年10月14日、パロマプロモーション）
- 探偵はBARにいる3（2017年12月1日、東映） - 峰子 役
- 羊の木（2018年2月3日、アスミック・エース） - 内藤朝子 役
- そらのレストラン（2019年1月25日、東京テアトル） - 石村美智 役
- Bの戦場（2019年3月15日、KATSU-do）[10]
- 酔うと化け物になる父がつらい（2020年3月6日、ファントム・フィルム） - 「スナック幸子」のママ 役[11]
- バイプレイヤーズ 〜もしも100人の名脇役が映画を作ったら〜（2021年4月9日、東宝） - 安藤玉恵 役[12][13]
- 犬部!（2021年7月22日、KADOKAWA） - 深沢さと子 役[14][15]
- THE3名様 〜リモートだけじゃ無理じゃね?〜（2022年4月8日） - ウエイトレスチーフ 役[16]
  - THE3名様Ω〜これってフツーに事件じゃね?!〜（2024年8月30日、ポニーキャニオン）[17]
- 月の満ち欠け（2022年12月2日、松竹） - 荒谷清美 役[18]
- 波紋（2023年5月26日） - 渡辺美佐江 役
- PERFECT DAYS（2023年12月22日、ビターズ・エンド） - 佐藤 役[19]
- ラストマイル（2024年8月23日、東宝） - 松本里帆 役[20][21]
- アイミタガイ（2024年11月1日、ショウゲート）[22]
- ショウタイムセブン（2025年2月7日、アスミック・エース）[23]
- おいしくて泣くとき（2025年4月4日、松竹）[24]
- でっちあげ〜殺人教師と呼ばれた男（2025年6月27日、東映） - 山添夏美 役[25]
- 平場の月（2025年11月14日公開予定、東宝） - うみちゃん 役[26]

### テレビドラマ
- 劇団演技者。（フジテレビ）
  - 「激情」（2004年10月 - 11月） - 江口 役
  - 「男の夢」（2006年1月 - 2月） - 野口 役
- がきんちょ〜リターン・キッズ〜 第4週・第5週（2006年8月・9月、毎日放送・TBS）
- Xenos 第3話・第6話（2007年1月26日・2月16日、テレビ東京） - 左眼帯の女 役
- 帰ってきた時効警察 第4話（2007年5月4日、テレビ朝日） - スリープ玲子の助手 役
- チーム・バチスタの栄光（2008年10月 - 12月、関西テレビ・フジテレビ） - 看護師 役
- 湯けむりスナイパー 第10話（2009年6月12日、テレビ東京） - 初江 役
- 土曜ワイド劇場 100の資格を持つ女〜ふたりのバツイチ殺人捜査〜2（2009年6月27日、テレビ朝日） - ゆかり 役
- ママは昔パパだった 第1話（2009年8月23日、WOWOW）
- 深夜食堂 第1話・第9話・第10話（2009年10月・12月、毎日放送） - マリリン松嶋 役
  - 深夜食堂2 第19話・第20話（2011年12月）
- 八日目の蝉 第1話（2010年3月30日、NHK総合） - 産科医 役
- 妖しき文豪怪談 第1回「片腕」（2010年8月23日、NHK BS-hi） - 娘 役
- FACE MAKER 第1話（2010年10月7日、読売テレビ・日本テレビ） - 島野佳代子 役
- 仮面ライダーオーズ/OOO 第7話・第8話（2010年10月17日・24日、テレビ朝日） - 小森桃子役
- スクール!! 第7話（2011年2月27日、フジテレビ）
- SP-革命前日-（2011年3月5日、フジテレビ） - 京子 役
- 俺の空 刑事編 第5話（2011年11月13日、テレビ朝日） - 矢口つばさ 役
- さばドル（2012年1月 - 3月、テレビ東京） - 宇佐あさり 役
- 13歳のハローワーク 第6話（2012年2月17日、テレビ朝日） - 五十嵐里奈（大人） 役
- 都市伝説の女（2012年4月 - 6月、テレビ朝日） - 岩田洋子 役
- はつ恋（2012年5月22日 - 7月10日、NHK総合） - 広瀬ゆり子 役
- 薄桜記 第5回（2012年8月10日、NHK BSプレミアム） - しじみ 役
- 浪花少年探偵団 第7話・最終話（2012年8月13日・9月17日、TBS） - 上原真理江 役
- サマーレスキュー〜天空の診療所〜 第6話（2012年8月26日、TBS）
- 遺留捜査（テレビ朝日）
  - 第2シリーズ 最終話（2012年9月6日） - 中野真理 役
  - 第4シリーズ 第4話（2017年8月3日） - 石橋リン 役
- リセット〜本当のしあわせの見つけ方〜（2012年9月30日、毎日放送）
- お助け屋☆陣八 第6話（2013年2月14日、読売テレビ・日本テレビ） - 相沢恵美子 役
- ソドムの林檎〜ロトを殺した娘たち 第2話（2013年3月30日、WOWOW）
- 連続テレビ小説（NHK）
  - あまちゃん（2013年4月 - 9月） - 栗原しおり 役
  - とと姉ちゃん もうひとつの物語「福助人形の秘密」 （2016年11月19日、NHK BSプレミアム） - 藤野とめ 役
  - らんまん（2023年5月10日 - 9月18日） - 江口りん 役[27]
- 孤独のグルメ Season3 第6話（2013年8月14日、テレビ東京） - 甲把静香 役
- DOCTORS2 最強の名医 第8話（2013年8月29日、テレビ朝日） - 青井涼子 役
- 鍵のない夢を見る 第4夜（2013年9月22日、WOWOW） - 律子の母 役
- SRO〜警視庁広域捜査専任特別調査室〜（2013年12月9日、TBS） - 木戸沙織 役
- SMOKING GUN〜決定的証拠〜（2014年4月 - 6月、フジテレビ） - 小宮山祥子 役
- 植物男子ベランダー（2014年4月 - 9月、NHK BSプレミアム） - 藤村杏子 役
  - 植物男子ベランダー SEASON2（2015年4月 - 9月）
  - 植物男子ベランダー 俺のウィンタースペシャル（2015年12月27日 - 30日）
  - 植物男子ベランダー SEASON3（2016年4月 - ）
- ロング・グッドバイ 第2話（2014年4月26日、NHK総合） - 看護師 役
- ペテロの葬列 第6話・第7話（2014年8月11日・18日、TBS） - 迫田美和子 役
- 聖女（2014年8月 - 9月、NHK総合） - 肘井雅恵 役
- 月曜ゴールデン /釣り刑事 5（2014年10月27日、TBS） - 森下早苗 役
- SAKURA〜事件を聞く女〜 第3話（2014年11月3日、TBS） - 柏田真希 役
- 昔話法廷 第2話「カチカチ山」裁判（2015年8月11日、NHK Eテレ） - 内川花 役
- 女くどき飯（2015年1月25日 - 3月15日、毎日放送） - 伏見裕子 役
  - 女くどき飯 Season2（2016年1月17日 - 3月6日）[28]
- 全力離婚相談 第3話（2015年1月20日、NHK総合） - 須藤恵里香 役
- 保育探偵25時〜花咲慎一郎は眠れない!!〜 第3話（2015年1月30日、テレビ東京） - 甲斐加奈子 役
- 銭の戦争 第5話（2015年2月3日、関西テレビ・フジテレビ） - 藍沢恵美 役
- 64（ロクヨン）（2015年4月 - 5月、NHK総合） - 柿沼芽生子
- 経世済民の男 第三部『鬼と呼ばれた男〜松永安左エ門』（2015年9月19日、NHK名古屋放送局） - ヒナ子 役
- デザイナーベイビー - 速水刑事、産休前の難事件 -（2015年9月22日 - 11月10日、NHK総合） - 岸田トモ 役
- 逃げる女（2016年1月9日 - 2月13日、NHK総合） - 飯塚八重 役
- ドクターハート 薮田公介の事件カルテ2（2016年1月13日、テレビ東京） - 桧山利津子 役
- ヒガンバナ〜警視庁捜査七課〜 第3話（2016年1月27日、日本テレビ） - 井上雅子 役
- ヤメ判 新堂謙介 殺しの事件簿4（2016年9月5日、TBS） - 牧野陽子 役
- ラジカセ（2016年12月21日、NHK BSプレミアム） - 高石まき 役[29][30]
- 悦ちゃん〜昭和駄目パパ恋物語〜（2017年7月 - 9月、NHK総合） - 春奴 役
- 民衆の敵〜世の中、おかしくないですか!?〜 第3話・第4話（2017年11月6日・13日、フジテレビ） - 小川裕子 役
- 執事 西園寺の名推理 第5話（2018年5月18日、テレビ東京） - 伊達響子 役
- 警視庁・捜査一課長 season3 第9話（2018年6月7日、テレビ朝日） - 監物英理子 役[31]
- 部長 風花凜子の恋（2018年7月5日・12日、読売テレビ・日本テレビ） - 阿武隈沙織 役
- 透明なゆりかご 第1回（2018年7月20日、NHK総合） - 田中良子（木島いづみ） 役[32]
- 不惑のスクラム（NHK総合） - 西山友子 役
  - 不惑のスクラム  第6話・最終話（2018年10月6日・13日）
  - 不惑のスクラム スペシャル（2019年9月16日）
- トレース〜科捜研の男〜 第5話（2019年2月4日、フジテレビ） - 上野郁子 役
- やじ×きた 元祖・東海道中膝栗毛 第1話（2019年4月6日、BSテレ東） - おふつ 役
- 腐女子、うっかりゲイに告る。（2019年4月20日 - 6月8日、NHK総合） - 安藤陽子 役[33]
- マンゴーの樹の下で〜ルソン島、戦火の約束〜（2019年8月8日、NHK総合） - 朋美 役
- リカ 第2話・第3話（2019年10月12日・19日、東海テレビ・フジテレビ） - 藤鐘清美 役
- 病院の治しかた〜ドクター有原の挑戦〜（2020年1月20日 - 3月9日、テレビ東京） - 牧原智美
- 絶メシロード 第1話（2020年1月24日、テレビ東京） - 梅沢礼子 役
- アライブ がん専門医のカルテ 第8話（2020年2月27日、フジテレビ） - 井上弥生 役
- 鉄道警察官 捜査ファイル（2020年3月15日、毎日放送・TBS） - 谷村純子 役[34]
- 不要不急の銀河（2020年7月23日、NHK総合） - 謎の女性 役
- すぐ死ぬんだから（2020年8月23日 - 9月20日、NHK BSプレミアム） - 忍由美 役[35]
- 君と世界が終わる日に（2021年1月17日 - 3月21日、日本テレビ） ‐ 三原紹子 役[36]
- バイプレイヤーズ～名脇役の森の100日間～ 第4話（2021年1月30日、テレビ東京） - 安藤玉恵（本人） 役（4チャン『CTO～COOL TEACHER ONI to TSUKA～ 出演者）
- 今ここにある危機とぼくの好感度について（2021年4月24日 - 5月29日、NHK総合） - 安藤秘書 役[37][38][39]
- 刑事7人 第7シリーズ 第5話（2021年8月18日、テレビ朝日） - 朝山恵美 役
- 欠点だらけの刑事（2021年9月22日、テレビ朝日） - 亀田亜希恵 役
- 阿佐ヶ谷姉妹の のほほんふたり暮らし（2021年11月1日 - 12月20日、NHK総合） - 主演・木村美穂 役（木村多江とダブル主演）[40][41][42][43]
- 東京、愛だの、恋だの 第4話（2021年12月30日、テレビ東京） - 横山知恵 役
- 拾われた男 Lost Man Found（2022年6月26日 - 8月28日、NHK BSプレミアム・ディズニープラス） - 山下 役[44]
- 東京の雪男（2023年2月4日 - 3月4日、Eテレ） - 南條飛鳥 役[45]
- 月食の夜は（2023年3月25日、NHK総合） - 宮内佳奈子 役[46]
- 亀も、青春は短い (2023年4月17日、テレビ東京) [47]
- アイドル誕生 輝け昭和歌謡（2023年12月1日、NHK BSプレミアム4K / 2024年1月2日、NHK BS） - 有馬三恵子 役[48]
- 京都のお引越し（2023年12月29日、朝日放送テレビ） - 平野奈緒 役[49]
- 無能の鷹（2024年10月11日 - 11月29日、テレビ朝日） - 鴫石郁 役[50]
- ゴールドサンセット（2025年2月23日 - 3月30日、WOWOW） - 上村和美 役[51]
- 東京サラダボウル 第8話 - （2025年2月25日 - 、NHK総合・BSプレミアム4K） - 伊村美鈴 役[52]
- 天久鷹央の推理カルテ 第3話・第4話（2025年5月6日・13日、テレビ朝日） - 辻野咲江 役[53]
- 僕達はまだその星の校則を知らない 第4話（2025年8月4日、関西テレビ・フジテレビ） - 江見果歩 役[54]

### 舞台
- ポツドール
  - 「身体検査」（2001年）
  - 「メイク・ラブ」（2001年）
  - 「熱帯ビデオ」（2002年）
  - 「男の夢」（2002年）
  - 「激情」（2004年、2007年）
  - 「ANIMAL」（2004年）
  - 「愛の渦」（2005年）
  - 「夢の城」（2006年）
  - ポツドール女シリーズ「女のみち」（2006年）
- 庭劇団ペニノ
  - 「Mrs.P.P.overeem」（2003年、2005年）
  - 「アンダーグラウンド」（2006年）
- 東京コメディア/狂言「雲水」（2005年）
- ニセS高原から（2005年）
- 劇団、江本純子「セクシードライバー」（2009年）
- 劇団、本谷有希子「甘え」（2010年、青山円形劇場）
- 「クレイジーハニー」（2011年、PARCO劇場）
- ブス会＊
  - 「女のみち2012」（2012年、下北沢ザ・スズナリ）
  - 「女のみち2020～アンダーコロナの女たち～」（2020年、本多劇場） - 橘リカコ 役[55]
- 直人と倉持の会「夜更かしの女たち」（2013年、本多劇場）
- M&Oplaysプロデュース公演「結びの庭」（2015年、本多劇場）
- 東京成人演劇部
  - 命、ギガ長ス（2019年、下北沢ザ・スズナリ） - エイコ / アサダケイコ 役[56]
  - 命、ギガ長スW（ダブル）（2022年、下北沢ザ・スズナリ）[57]
- KUNIO15『グリークス』（2019年11月1日 - 2日、森下スタジオ / 11月10日、京都芸術劇場 春秋座 / 11月21日 - 30日、KAAT神奈川芸術劇場 大スタジオ）
- 安藤玉恵による"とんかつ"と"語り"の夕べ Vol.1 (2020年)
- 梅雨の走りの本谷有希子『マイ・イベント』SAiSTUDIOコモネA（2022年6月9日-6月28日）※全公演中止[58]
- 阿修羅のごとく（2022年9月 - 10月、シアタートラム）
- 花と龍（2025年2月、KAAT神奈川芸術劇場） - 玉井マン 役[59]
- Bunkamura Production 2025 DISCOVER WORLD THEATRE vol.15『リア王』NINAGAWA MEMORIAL（2025年10月9日 - 11月3日〈予定〉、THEATER MILANO-Za / 11月中旬〈予定〉、SkyシアターMBS、演出：フィリップ・ブリーン） - リーガン 役[60]

### オリジナルビデオ
- THE3名様（2005年）- ウェイトレス役
  - THE3名様 秋は恋っしょ!（2005年）
  - THE3名様 春はバリバリバイトっしょ!（2006年）
  - THE3名様 いい意味でアイラブユー（2007年）

### CM
- 森永製菓 DARS（2013年）
- WEB-CM「ピンクリボンフェスティバルムービーサプライ第一弾-だだっこ篇-」（2013年）
- NTTドコモ ： ドコモ光「何がはじまる？」篇 （2015年 - ） ※千葉真一・佐藤江梨子・マキタスポーツ・渡辺謙と共演
- ヒノキヤグループ「家庭の教師 斎藤Z」『Z空調 同じ電気代』篇、『Z空調 開けっ放し』篇、『Z空調 急に上がる』篇、『Z空調 ニヤつき』篇、『Z空調 気持ちいい』篇、（2019年12月25日 - ）[61]
- 大日本除虫菊 : コンバット「ゴキブリ目線」篇 （2020年4月 -）[62]
- 東京ガス「母の推し活」篇（2023年）[63]

### PV
- SPANK PAGE「ame〜rain song〜」（2009年）
- いきものがかり「笑顔」（2013年）

### ラジオドラマ
- FMシアター（NHK-FM）
  - 海電（UMIDEN）（2011年5月28日）
  - 私の翼（2015年5月16日）
  - 引き出したのなら 仕舞っておいて（2015年12月5日）
  - 声の訪問者（2016年4月16日）
  - 百八つの人助け（2017年11月11日）
  - 逆さ首（2024年3月30日）
  - 『夜の学び舎に燈ともりて』（2025年2月15日） - あいり先生 役[64]
- 劇ラヂ！ライブ2017 「ふたり暮らし」（2017年5月5日、NHKラジオ第一）
- ラジオシアター〜文学の扉（TBSラジオ）
  - 鮫人の恩返し（2018年10月14日）
  - 青柳のはなし（2018年10月21日）

### その他
- のんびりゆったり 路線バスの旅スペシャル「東北・海岸線に笑顔の花が咲く」（2015年1月4日、NHK総合） - あまちゃんチーム（パートナーは野間口徹）として岩手県を旅行
- TOKYOディープ! 月島（2015年11月23日、NHK BSプレミアム） - レポーター
- BS1スペシャル「ワタシたちはガイジンじゃない!日系ブラジル人 笑いと涙の30年」（2020年12月29日、NHK BS1） - ナレーション 出演
- アナザーストーリーズ 運命の分岐点（2020年 NHK BSプレミアム、2023年 NHK総合） - 阿部定事件を扱ったドキュメンタリーの証言者の一人として
- 未病息災を願います（2024年8月25日、9月8日、2025年4月27日 - 、NHK Eテレ）